# Águeda Gallardo
María Águeda del Sagrado Corazón Gallardo Guerrero de Villamizar (Pamplona, 7 de febrero de 1751-Pamplona, 1840) fue una patriota y aristócrata criolla colombiana. 
Junto con Policarpa Salavarrieta y Las Juanas fueron unas de las mujeres próceres de la Independencia de Colombia.

## Biografía
Nacida en Pamplona, Norte de Santander, el 7 de febrero de 1751, proveniente de una acaudalada familia colonial de origen español. Fue bautizada en la Iglesia Mayor de la ciudad bajo el nombre de María Águeda del Sagrado Corazón Gallardo Guerrero. Sus padres fueron José Gallardo de la Reina y Rosa Guerrero Vela.
En 1767, contrajo matrimonio a la edad de 16 años con Juan Antonio de Villamizar y Peña, con el cual tuvo diez hijos, tres de ellos militares del ejército patriótico, al cual contribuyó económicamente con su fortuna familiar, y entre quienes se encuentra José María Villamizar Gallardo, quien llegó a ser Presidente del Estado Soberano de Santander. Uno de sus hermanos fue Antonio Ignacio Gallardo y Guerrero, rector de la Universidad del Rosario y firmante del acta de independencia. 

## Grito de independencia
El 4 de julio de 1810, cinco días después de la celebración de la Cofradía de San Pedro que había sido prohibida por el corregidor, Doña Águeda a la edad de 60 años, en un acto simbólico en contra de la corona española, le arrebata el bastón de mando al Gobernador del Nuevo Reino de Granada, el catalán Juan Bastús y Falla, quien luego lo quiebra con sus manos en señal de claro descontento y rebeldía, bajo la mirada y aprobación generalizada de los pamploneses. Tras este hecho se suscitan una serie de acontecimientos que culminaron con el denominado Grito del 20 de julio. Fue Simón Bolívar quien calificó a Pamplona como «Ciudad Patriota», luego de la heroica gesta realizada por Águeda Gallardo, sin embargo, debido al riguroso sistema de sociedad de patriarcado imperante en aquella época, no figura en el Acta de Independencia redactada para la ocasión.

## Muerte y homenajes
Falleció en su residencia de la ciudad de Pamplona en el año 1840, casona que hoy se conserva como parte del patrimonio histórico y cultural, siendo adquirida por Inmuebles Nacionales bajo el mandato del presidente Virgilio Barco y fue rebautizada como «Casa Águeda Gallardo», al mismo tiempo, en el centro de la ciudad se encuentra el «Parque Águeda Gallardo» en su honor.